# Urban Gad
Urban Gad est un réalisateur danois né le 12 février 1879 à Korsør et décédé le 26 décembre 1947 à Copenhague.

## Biographie
Il fut le mari d'Asta Nielsen et le neveu de Paul Gauguin.

## Filmographie
- 1910 : Afgrunden
- 1911 : Die Verräterin
- 1911 : Heißes Blut
- 1911 : Nachtfalter
- 1911 : Im großen Augenblick
- 1911 : Sorte drøm, Den
- 1911 : Der Fremde Vogel
- 1911 : Dyrekøbt glimmer
- 1912 : Komödianten
- 1912 : Jugend und Tollheit
- 1912 : Die arme Jenny
- 1912 : Die Macht des Goldes
- 1912 : Zu Tode gehetzt
- 1912 : Der Totentanz
- 1912 : Die Kinder des Generals
- 1912 : Wenn die Maske fällt
- 1912 : Das Mädchen ohne Vaterland
- 1913 : Emma og Urban Gad i hjemmet
- 1913 : Die Sünden der Väter
- 1913 : Der Tod in Sevilla
- 1913 : Die Suffragette
- 1913 : S1
- 1913 : Die Filmprimadonna
- 1914 : Die Weißen Rosen
- 1914 : Standrechtlich erschossen
- 1914 : Das Feuer
- 1914 : Die Ewige Nacht
- 1914 : Engeleins Hochzeit
- 1914 : Engelein
- 1914 : Das Kind ruft
- 1914 : Zapatas Bande
- 1915 : Vordertreppe - Hintertreppe
- 1915 : Die Tochter der Landstraße
- 1916 : Der Rote Streifen
- 1916 : Aschenbrödel
- 1917 : Die Verschlossene Tür
- 1917 : Die Vergangenheit rächt sich
- 1917 : Klosterfriede
- 1917 : Die Gespensterstunde
- 1917 : Der Breite Weg
- 1918 : Das Verhängnisvolle Andenken
- 1918 : Vera Panina
- 1918 : Das Sterbende Modell
- 1918 : Der Schuldlose Verdacht
- 1918 : Der Schmuck des Rajah
- 1918 : Die Neue Daliah
- 1918 : Die Kleptomanin
- 1919 : Das Spiel von Liebe und Tod
- 1920 : So ein Mädel
- 1920 : Der Abgrund der Seelen
- 1920 : Weltbrand
- 1921 : Ich bin Du
- 1921 : Der Liebeskorridor
- 1921 : Mein Mann - Der Nachtredakteur
- 1921 : Christian Wahnschaffe, 2. Teil - Die Flucht aus dem goldenen Kerker
- 1921 : Der Vergiftete Strom
- 1921 : Die Insel der Verschollenen
- 1922 : L'Assomption d'Hannele Mattern (Hanneles Himmelfahrt)
- 1922 : Graf Festenberg
- 1927 : Lykkehjulet